# Латина (провінція)
Провінція Латина (італ. Provincia di Latina) — провінція в Італії, у регіоні Лаціо. 
Площа провінції — 2 251 км², населення — 562 277 осіб.
Столицею провінції є місто Латина.

## Географія
Межує на півночі з провінцією Фрозіноне, на північному заході з провінцією Рим, на південному сході з регіоном Кампанія (провінцією Казерта), і на півдні з Тірренським морем.

## Економіка
- АЕС Латина.